# Грегсон, Уильям
Уи́льям Гре́гсон (англ. William Gregson; 12 января 1721 — 1800) — английский работорговец. С 1747 по 1780 годы получил доход от 50 плаваний за невольниками. К концу жизни на борту кораблей, в которых он имел долю, был перевезён 58 201 невольник из Африки.
В начале марта 1781 года синдикат, в который входил Уильям Грегсон, два его брата и ещё ряд лиц, приобрел для работорговли корабль «Зорг». Ранее голландское судно для перевозки невольников было захвачено британским 16-пушечным кораблём Alert. После покупки кораблю получил название «Зонг».
«Зонг» под командованием капитана Люка Коллингвуда стал известен по эпизоду Бойня на «Зонге» в конце 1781 года, когда на нем было перебито 140 рабов, когда из-за навигационной ошибки иссяк запас пресной воды.
В 1762 году Уильям Грегсон занимал пост мэра Ливерпуля.